# Nicolás Cayetano Centurión y Vera
Nicolás Cayetano Centurión y Vera (Logroño, 1771-Madrid, 1834) fue un noble español, noveno marqués de la Lapilla.

## Biografía
Nació el 7 de julio de 1771 en Logroño. Noveno marqués de la Lapilla y de Monesterio, fue duque en el reino de Nápoles, señor de las casas de la Lapilla, Fonseca y Fosatelo, grande de España, patricio de Génova, cabeza de las casas de Centurión y Fonseca, caballero de la orden del Toisón de Oro, gran cruz de la orden de Carlos III y vocal de su asamblea, gran cruz de la orden de San Genaro de Nápoles, gentilhombre de cámara con ejercicio de Fernando VII y caballerizo mayor de la reina. Falleció el 18 de febrero de 1834 en Madrid.
Contrajo matrimonio en tres ocasiones: la primera, con Soledad Orovio, marquesa de Paredes, que murió en Madrid el 4 de septiembre de 1804; la segunda con María Antonia de los Dolores Villanueva y Latrás, hija de Francisco de Paula Sanz de Latrás Villanueva y Cañas, conde de Atares y de Alba Real; y la tercera, con Bernarda Manso de Chaves, hija de los condes de Superunda, marqueses de Bermudo.
De su primer matrimonio nacieron: Soledad Centurión y Orovio, su heredera; María Antonia, fallecida el 25 de junio de 1821; Pilar, que contrajo matrimonio con el conde de Almenara y de la Llosa; y Teresa, esposa de Francisco de Paula Chaves y Artacho, marqués del Quintanar y conde de Santibañez del Río. De su segundo matrimonio nacieron Dolores e Isabel Centurión Villanueva. No tuvo descendencia con su tercera mujer.